# Esteban de San José
Esteban Ciriaco Barrenechea Arriaga (Elorrio, 26 de diciembre de 1890-Alcázar de San Juan, 26 de julio de 1936), más conocido por su nombre religioso Esteban de San José, fue un religioso trinitario español, fusilado durante la persecución religiosa, en el contexto de la Guerra Civil de España (1934-1936). Considerado mártir por la Iglesia católica, fue beatificado por el papa Francisco el 13 de octubre de 2013.

## Biografía
Esteban Ciriaco Barrenechea Arriaga nació en Elorrio Vizcaya-España), el 26 de diciembre de 1890, en el seno de una familia de profundos valores cristianos. Sus padres fueron Gabriel Barrenechea y Felipa Arriaga. Ingresó como hermano lego a la Orden Trinitaria, en el convento de Algorta, el 1 de mayo de 1905, a la edad de 24 años. Profesó sus votos el 20 de mayo de 1906, tomando el nombre de Esteban de San José. Hizo su profesión solemne el 25 de noviembre de 1909.
Cuando estalló la Guerra Civil de España y, al interno de esta, la persecución contra la Iglesia católica, fue martirizado el 12 de septiembre de 1936, cuando milicianos del bando republicano le fusilaron por su condición de religioso. Fue el último de los mártires trinitarios de Alcázar en morir. Mientras que los otros compañeros, Hermenegildo de la Asunción, Buenaventura de Santa Catalina, Francisco de San Lorenzo, Antonio de Jesús y María y Plácido de Jesús, habían sido fusilados el 26 de julio anterior.

## Culto
En 1993 se introdujo la causa para la beatificación de los mártires trinitarios de Alcázar, grupo al que pertenece Esteban de San José. El papa Benedicto XVI, el 28 de julio de 2012, firmó el decreto de martirio. Sin embargo, la ceremonia de beatificación se llevó a cabo el 13 de noviembre de 2013, durante el pontificado del papa Francisco. Fue presidida por el cardenal Angelo Amato, prefecto de la Congregación para las Causas de los Santos, en Tarragona (España), en la que se elevó a los altares a 522 mártires de la Guerra Civil del siglo XX. Su fiesta se celebra el 6 de noviembre y sus reliquias se veneran en la iglesia de la Santísima Trinidad de Alcázar de San Juan.